# Pablo Cueco
Pablo Cueco est un zarbiste et compositeur français, né le 30 mars 1957 en Corrèze de parents artistes plasticiens, Henri Cueco et Marinette Cueco.

## Biographie
Élève de Gaston Sylvestre et Jean Batigne pour les percussions classiques, de Djamchid Chemirani, Jean-Pierre Drouet et Bruno Caillat pour le zarb, Pablo Cueco a notamment collaboré comme percussionniste et zarbiste avec Luc Ferrari, Georges Aperghis, Sylvain Kassap, François Tusques, Denis Colin, Simon Drappier, Julien Omé, Didier Petit, Mirtha Pozzi, Claude Barthélemy, Hariprasad Chaurasia, Henri Tournier, Tania Pividori et Patricio Villarroel (musiciens), Ramuntcho Matta (musicien et dessinateur), Rocco, Denis Bourdaud (dessinateurs), Milomir Kovacevic (photographe), Michel Raphaelli, Pierre-Étienne Heymann, André Benedetto, Edwine Moatti, Dominique Trichet (théâtre).
Il est le fondateur de la marque phonographique et de la maison de production Transes Européennes (dans les années 1990).
Depuis le début du millénaire, il se consacre à l'écriture de livres, articles, poèmes et autres.
Il est édité par Qupé éditions.
En tant qu'illustrateur, il travaille également avec L'Association.
Il collabore régulièrement aux journaux et magazines les Allumés du Jazz, Mon Lapin quotidien, Le ventre et l'oreille, et quelques autres...

## Publications

### Chez Qupé éditions.
- Pour la route
- Double vue (avec Henri Cueco)
- Têtes de terres (Dessins et textes)
- Le Don[2].

### Autres
Texte pour un livre d'artiste Bris et Débris - Herbailles #10 de Marinette Cueco
Participation au livre « Claude Duneton façon Puzzle »

## Discographie
- Zarb !, Pablo Cueco en solo au zarb[3]
- Sol, suelo, sombra y cielo, Transes européennes Orchestra dirigé par Patricio Villarroel[4]
- Musiques pour Gargantua, Alcofribas sextet[4]
- Gargantua / l'intégrale, coffret de huit CD, réalisation : Pierre-Etienne Heymann et Pablo Cueco[4], épuisé
- Adi anant de Hariprasad Chaurasia, Pablo Cueco et Henri Tournier, enregistré en public à Paris / Théâtre de la Ville[5]
- Percussions du Monde, duo Mirtha Pozzi & Pablo Cueco[3]
- Improvisation préméditées, duo Mirtha Pozzi & Pablo Cueco + Christian Sebille, Nicolas Vérin, Thierry Balasse, Etienne Bultingaire, Thibault Walter… Rencontre percussions et électroacoustique[4]
- Cellule 75 / Collections 85 de Luc Ferrari[6]
- Duo Cueco-Vilarroel aux Instants chavirés[4]
- Duo Cueco-Vilarroel - Volume 2[4]
- Songs for swans, Denis Colin trio & Gwen Matthews[7]
- Something in comon, Denis Colin trio[8]
- Trois, Denis Colin trio[9]
- En public à Banlieue Bleues, Denis Colin trio[4]
- Les Arpenteurs du son, Denis Colin quintet[7]
- La Serpiente inmortal, Mirtha Pozzi[4]
- Acadacoual, Mirtha Pozzi[4]
- Le Bal de la contemporaine[4], épuisé
- Racines, monographie de Pierre Bernard[4]
- L’Eau / L’Oreille en colimaçon[10]
- En avant la musique avec Mirtha Pozzi pour Astrapi-Salut les Artistes[11]
- Étoile du jour, cassette audio enregistrée en public dans le cadre d'un concert à Valence-sur-Rhône, dans la Drôme, le 7 juillet 1990. Direction musicale : Patricio Villaröel. Production : ADDIM/DRÔME. Distribution non commerciale.
- Quiet men, avec Denis Colin (clarinettes basse et contralto), Pablo Cueco (zarb), Simon Drappier (arpeggione), Julien Omé (guitare) , 2019.

## Presse
- Le Monde - Sylvain Siclier : « Le lien entre des musiques traditionnelles, l’improvisation jazz et des codes de la musique contemporaine se font naturellement. »
- Impro Jazz - Xavier Matthissens : « ... un souci du détail et des formes et, en découlant, une rigueur, une concision et une lisibilité en tous points remarquables. »
- Jazz Magazine - Philippe Carles : « Cela s’appelle un son d’ensemble, mais si "phrasé de masse" il y a, la lisibilité reste parfaite et jubilatoire de chacun des éléments du tissu orchestral aux couleurs douces et vives… »